# Непеан
Непеан е остров в южната част на Тихия океан, в състава на владението Норфолк на Австралия.
Островът е разположен меридианно на юг от главния град на владението Кингстън. Територията на острова влиза в националния парк „Норфолк“.